# Vince Gill
Vince Gill (Norman, Oklahoma, 12 de abril de 1957) é um cantor e multi-instrumentista estadunidense. Em 2017, foi escalado como guitarrista e vocalista de apoio dos Eagles no retorno da banda após a morte do membro fundador Glenn Frey. Em 2018, Gill foi oficializado como integrante dos Eagles, ao lado de Deacon Frey, filho de Glenn Frey.

## Discografia selecionada

### Álbuns de estúdio
- The Things That Matter (1985)
- The Way Back Home (1987)
- When I Call Your Name (1989)
- Pocket Full of Gold (1991)
- I Still Believe in You (1992)
- Let There Be Peace on Earth (1993)
- When Love Finds You (1994)
- Souvenirs (1995)
- High Lonesome Sound (1996)
- The Key (1998)
- Breath of Heaven: A Christmas Collection (1998)
- Let's Make Sure We Kiss Goodbye (2000)
- 'Tis the Season (com Olivia Newton-John) (2000)
- Next Big Thing (2003)
- These Days (2006)
- Guitar Slinger (2011)
- Bakersfield (2013)
- Down to My Last Bad Habit (2016)
- Okie (2019)